# Nouvelle Alternative (Finlande)
La Nouvelle alternative (en finnois : Uusi vaihtoehto Uv, en suédois : Nytt alternativ, Na) est un ancien groupe parlementaire finlandais, fondé le 13 juin 2017 et disparu en 2019.

## Fondateurs
Le groupe parlementaire est fondé le 13 juin 2017 par 20 députés quittant le groupe parlementaire des Vrais Finlandais, deux jours après le congrès du parti. Le président du groupe est Simon Elo et les vice-présidents sont Tiina Elovaara et Ari Jalonen,.
Les membres du groupe parlementaire fondent l'association Réforme bleue (ST) , qui devient un parti politique le 15 novembre suivant.
Lors des élections législatives du 14 avril 2019, le parti obtient 0,97 % des voix et perd tous ses sièges, ce qui entraîne la disparition du groupe parlementaire.

## Membres
| Nom                   | Résidence   | Vp  | Période                                      | Fonction parlementaire ou gouvernementale                      |
| --------------------- | ----------- | --- | -------------------------------------------- | -------------------------------------------------------------- |
| Maria Lohela          | Turku       | VAR | 2017–2019 (PS (fi) 2011–2017)                | Présidente de l'Eduskunta                                      |
| Timo Soini            | Espoo       | UUS | 2017–2019 (PS (fi) 2003–2009, 2011–2017)     | Ministre des Affaires étrangères                               |
| Jari Lindström        | Kouvola     | KAA | 2017–2019 (PS (fi) 2011–2017)                | Ministre du Travail                                            |
| Jussi Niinistö        | Helsinki    | UUS | 2017–2019 (PS (fi) 2011–2017)                | Ministre de la Défense                                         |
| Pirkko Mattila        | Muhos       | OUL | 2017–2019 (PS (fi) 2011–2017)                | Ministre des Affaires sociales et de la Santé                  |
| Sampo Terho           | Helsinki    | HEL | 2017–2019 (PS (fi) 2015–2017)                | Ministre des Affaires européennes, de la Culture et des Sports |
| Hanna Mäntylä         | Tornio      | LAP | 2017–2019 (PS (fi) 2011–2017)                |                                                                |
| Pentti Oinonen        | Kontiolahti | SAV | 2017–2019 (PS (fi) 2007–2017)                |                                                                |
| Lea Mäkipää           | Kihniö      | PIR | 2017–2019 (SMP 1983–1995, PS (fi) 2011–2017) |                                                                |
| Martti Mölsä          | Punkalaidun | PIR | 2017–2019 (PS (fi) 2011–2017)                |                                                                |
| Kaj Turunen           | Savonlinna  | KAA | 2017–2019 (PS (fi) 2011–2017)                |                                                                |
| Kimmo Kivelä          | Kuopio      | SAV | 2017–2019 (PS (fi) 2011–2017)                |                                                                |
| Reijo Hongisto        | Vimpeli     | VAA | 2017–2019 (PS (fi) 2011–2017)                |                                                                |
| Anne Louhelainen      | Hollola     | HÄM | 2017–2019 (PS (fi) 2011–2017)                |                                                                |
| Ari Jalonen           | Pori        | SAT | 2017–2019 (PS (fi) 2011–2017)                |                                                                |
| Vesa-Matti Saarakkala | Kurikka     | VAA | 2017–2019 (PS (fi) 2011–2017)                |                                                                |
| Kari Kulmala          | Rääkkylä    | SAV | 2017–2019 (PS (fi) 2015–2017)                |                                                                |
| Simon Elo             | Espoo       | UUS | 2017–2019 (PS (fi) 2015–2017)                |                                                                |
| Tiina Elovaara        | Tampere     | PIR | 2017–2019 (PS (fi) 2015–2017)                |                                                                |